# Roetdauw

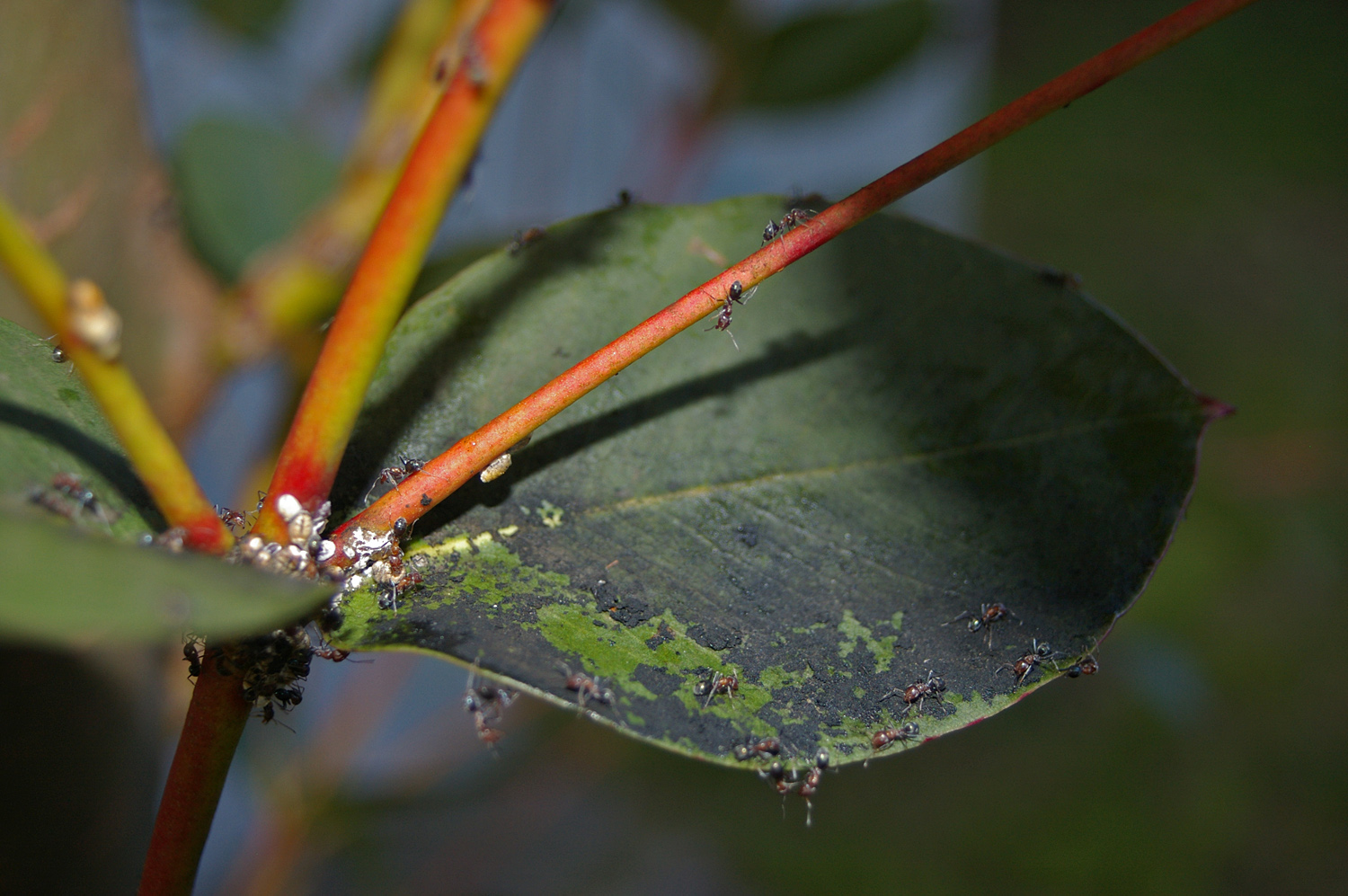
Roetdauw op honingdauw van schildluizen op Eucalyptus dives

Roetdauw wordt veroorzaakt door de groei van verschillende saprofytisch levende Ascomyceten (vooral Cladosporium en Alternaria) op honingdauw en uitscheidingen van planten.
Luizen, witte vliegen en andere honingdauw uitscheidende dieren veroorzaken een kettingreactie, doordat de honingdauw die zij uitscheiden de voedingsbodem vormt voor de roetdauw. De roetdauw vormt een laagje op het blad, maar tast het blad zelf niet aan. Alleen doordat het zwarte laagje het zonlicht bij het blad weghoudt, wordt de langetermijngroei verminderd.
In Nederland komt roetdauw vaak voor op lindenbomen, op klimop en in fruitbomen.
Bestrijding van roetdauw is lastig. De oorzaak moet eerst weggenomen worden, waarna de bladeren schoongemaakt kunnen worden. De roetdauwsporen blijven maanden actief, zodat bij het terugkeren van de veroorzakende parasiet en zijn honingdauw, de roetdauw ook onmiddellijk weer terugkeert.